# Neuf-Berquin

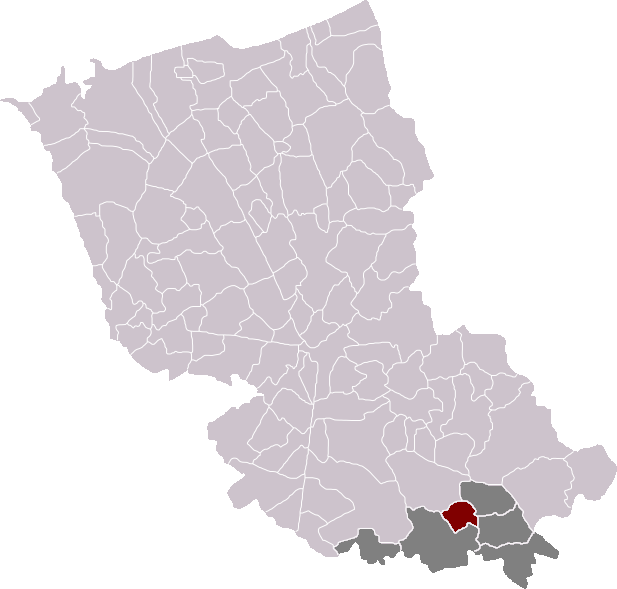
Localització de Neuf-Berquin

Neuf-Berquin (en neerlandès Nieuw-Berkijn o Zuid-Berkijn) és un municipi francès, situat a la regió dels Alts de França, al departament del Nord, que forma part de la Westhoek. L'any 2006 tenia 1.246 habitants. El 1918 durant la Primera Guerra Mundial va ser arrasat completament per l'exèrcit alemany.

## Demografia
| 1962                                       | 1968 | 1975 | 1982 | 1990  | 1999  |
| ------------------------------------------ | ---- | ---- | ---- | ----- | ----- |
| 802                                        | 840  | 765  | 892  | 1.085 | 1.156 |
| Des de 1962: població sense dobles comptes |      |      |      |       |       |